# Trung tâm Hợp tác
Trung tâm Hợp tác (tiếng Nga: Централ Партнершип) là một công ty sản xuất và phân phối hoạt động trong lĩnh vực điện ảnh - truyền hình của Liên bang Nga, thành lập năm 1995.

## Lịch sử hình thành và phát triển
- Giám đốc: Ruben Dishdishyan, Mark Lolo

## Sản phẩm

### Điện ảnh
- Rzhevsky chống lại Napoléon
- Cháy bỏng dưới ánh mặt trời 2
- Chuyến bay số 516
- Cú đấm bóng
- Pháo đài Brest
- Thế giới trong bóng tối
- Ngoại tình
- Pechorin. Một nhân vật của thời đại chúng ta
- Chuyến xe lửa cuối cùng
- Nữ hoàng tuyết
- Giờ cao điểm
- Mars
- Shik
- Trio

### Truyền hình
- Ngày 32 tháng 12
- Thiên thần đường phố
- Bác sĩ Zhivago
- Yermolov
- Con bê vàng
- Leningrad
- Những tay bịp bợm
- Trên những ngọn đồi không tên
- Những người sĩ quan
- Isayev

## Doanh thu
- 2005: Tổng doanh thu đạt khoảng 70 triệu USD
- 2006: Tổng doanh thu đạt 100 triệu USD, tức là vượt 23% so với năm 2005
- 2007: Tổng doanh thu tăng 46% và lên tới khoảng $ 156,000,000
- 2010: Tổng doanh thu đạt $ 280.700.000